# Barleycorn (đơn vị)
Barleycorn là một đơn vị nhỏ của Anh đo chiều dài bằng với 1⁄3 một inch (ví dụ, gần 0,8467 cm) vẫn được sử dụng làm cơ sở của cỡ giày ở các nước nói tiếng Anh.

## Lịch sử
Dưới thời c. AD 1300 Biên soạn của Yards và Perches, một trong những đạo luật không chắc chắn ngày đó là có hiệu lực đến tận Đạo luật Trọng lượng và Đo lường 1824, "3 hạt thóc đại mạch khô và rounde" là để phục vụ như là cơ sở cho việc inch và sau đó là các đơn vị lớn hơn feet, yard, perches và sau đó là mẫu Anh, một đơn vị đo diện tích quan trọng. Khái niệm ba barleycorn bao gồm một inch chắc chắn có trước đạo luật này, tuy nhiên, xuất hiện trong Luật pháp xứ Wales thế kỷ thứ 10 của Hywel Dda.
Trong thực tế, các đạo luận trọng lượng và đo lường khác nhau của các vị vua Anh đã được tiêu chuẩn hóa với tham chiếu đến một số thanh sắt, đồng thau hoặc thanh đồng điếu dài đặc biệt do nhà vua hoặc Hoàng gia Exchequer nắm giữ. Các barleycorn chính thức là chiều dài của nó.
Mặc dù với các điều luận Anh, các barleycorn được cũng thường xuyên thực hiện như là một đơn vị đó có độ dài bằng 1⁄4 inch.
Như các nghiên cứu hiện đại cho thấy, chiều dài thực tế của một hạt lúa mạch thay đổi từ ngắn như 4–7 mm (0,16–0,28 in) dài tới 12–15 mm (0,47–0,59 in) tùy thuộc vào giống cây trồng. Các nguồn cũ tuyên bố chiều dài trung bình của một hạt lúa mạch là 0,345 in (8,8 mm).